# Флаги земель Германии

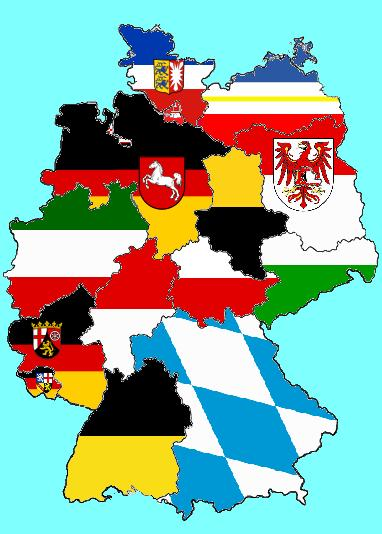
Все земли Германии с нанесенными на них флагами

Федеративная Республика Германия с 3 октября 1990 года состоит из 16-ти земель: Баден-Вюртемберг, Бавария, Берлин, Бранденбург, Бремен, Гамбург, Гессен, Мекленбург-Передняя Померания, Нижняя Саксония, Северный Рейн-Вестфалия, Рейнланд-Пфальц, Саар, Саксония, Саксония-Анхальт, Шлезвиг-Гольштейн и Тюрингия, каждая из которых имеет свои флаги.

## Галерея флагов

Флаг Баден-Вюртемберга
Флаг Баварии
Флаг Берлина
Флаг Бранденбурга
Флаг Бремена
Флаг Гамбурга
Флаг Гессена
Флаг Мекленбурга-Передней Померании
Флаг Нижней Саксонии
Флаг Рейнланд-Пфальца
Флаг Саара
Флаг Саксонии
Флаг Саксонии-Анхальт
Флаг Северного Рейна-Вестфалии
Флаг Тюрингии
Флаг Шлезвиг-Гольштейна